# Varda Kakon
 (janvier 2021).
Pour les articles homonymes, voir Kakon.
 (juin 2025).
Varda Kakon est une chanteuse et une personnalité de l'industrie du disque française (Supervision musicale).

## Biographie
Varda Kakon apprend le chant à la Schola Cantorum dont elle obtient un premier prix, auteur-compositeur et professeur de chant et productrice de musique.
De septembre 1991 au 3 janvier 1992 elle participe en tant que chanteuse à l'émission Les absents ont toujours tort sur la Cinq.
En mai 1992, elle fonde sa société, VK Productions. Elle entre ensuite chez Polydor (Universal) puis chez BMG dont elle dirigera la production et le service artistique pendant cinq ans. Elle a notamment découvert Dany Brillant, et jouera même pour lui dans le clip de la chanson Suzette ; Lara Fabian, Manau, Supermen lovers… et a collaboré notamment aux albums de Philippe Chatel (Émilie Jolie), Eddy Mitchell, Maurane, Patrick Bruel, Laurent Voulzy, Julien Naer, MC Solaar…

De mars à juillet 2003, elle est l'un des quatre membres du jury de l'émission À la Recherche de la Nouvelle Star aux côtés de Lionel Florence, Dove Attia et André Manoukian,. Elle n'a participé qu'à la première saison,.
Elle a été membre du jury français aux côtés de Jacques Veneruso, Florence Coste, Jean-Pierre Pasqualini et Olivier Ottin, pour le Concours Eurovision de la chanson 2010 se déroulant à Oslo. Ils étaient chargés d'attribuer les points aux chansons pour le décompte final des points. Audrey Chauveau, porte-parole française lors de cette édition a annoncé en direct les votes du jury français.
Également productrice de l'artiste Balbino Medellin pour les albums Gitan de Paname et Le soleil et l'ouvrier, Varda Kakon se consacre à la supervision musicale pour la télévision et pour le cinéma. Elle est intervenue à ce titre sur la série Kaboul Kitchen, La Fièvre, Baron noir, Dix pour cent… ou encore les films Illusions perdues, Monsieur Aznavour, La Tresse, Flo et La Famille Bélier…
Varda Kakon a été présidente du syndicat des superviseurs musicaux français (asm supervision) de 2022 à 2024.

## Filmographie (supervision musicale)

### Films

#### Années 2000
- 2008 - JCVD de Mabrouk El Mechri
- 2008 - Un homme et son chien de Francis Huster
- 2009 - Les Herbes folles d'Alain Resnais

#### Années 2010
- 2010 - Une exécution ordinaire de Marc Dugain
- 2010 - Les Petits Ruisseaux de Pascal Rabaté
- 2011 - Hot Hot Hot de Beryl Koltz
- 2011 - Où va la nuit de Martin Provost
- 2011 - Ni à vendre ni à louer de Pascal Rabaté
- 2012 - Dix jours en or de Nicolas Brossette
- 2012 - Comme un homme de Safy Nebbou
- 2012 - La Clinique de l'amour d'Artus de Penguern
- 2012 - Le Fils de l'autre de Lorraine Lévy
- 2012 - Tango libre de Frédéric Fonteyne
- 2012 - Vous n'avez encore rien vu d'Alain Resnais
- 2012 - Mes héros d'Eric Besnard
- 2013 - Elle s'en va d'Emmanuelle Bercot
- 2013 - La Grande Boucle de Laurent Tuel
- 2014 - La Belle et la Bête de Christophe Gans
- 2014 - On a marché sur Bangkok d'Olivier Baroux
- 2014 - Aimer, boire et chanter d'Alain Resnais
- 2014 - La Famille Bélier d'Éric Lartigau
- 2014 - Le premier été de Marion Sarraut
- 2014 - Sous les jupes des filles d'Audrey Dana
- 2015 - La Glace et le Cie de Luc Jacquet
- 2015 - Entre amis d'Olivier Baroux
- 2015 - Un homme idéal de Yann Gozlan
- 2016 - Marseille de Kad Merad
- 2016 - Les Tuche 2 : Le Rêve américain d'Olivier Baroux,
- 2016 - Sur quel pied danser de Paul Calori et Kostia Testut
- 2016 - Chocolat de Roschdy Zem
- 2016 - Tamara de Alexandre Castagnetti
- 2016 - La Mécanique de l'ombre de Thomas Kruithof
- 2017 - Django d'Étienne Comar
- 2017 - La promesse de l'aube d'Éric Barbier
- 2017 - Knock de Lorraine Lévy
- 2017 - Alibi.com de Philippe Lacheau
- 2017 - Burn Out de Yann Gozlan
- 2017 - Jour J de Reem Kherici
- 2017 - Jalouse de David et Stéphane Foenkinos
- 2017 - Le Prix du succès de Teddy Lussi-Modeste
- 2018 - Le Doudou de Philippe Mechelen et Julien Hervé
- 2018 - La Finale de Robin Sykes
- 2018 - Les Tuche 3 de Olivier Baroux
- 2018 - L'Apparition de Xavier Giannoli
- 2018 - Break de Marc Fouchard
- 2018 - Les Fauves de Vincent Mariette
- 2018 - Amoureux de ma femme de Daniel Auteuil
- 2018 - Tamara Vol.2 de Alexandre Castagnetti
- 2018 - Mon Ket de François Damiens
- 2018 - L'Empereur de Paris de Jean François Richet
- 2019 - Convoi exceptionnel de Bertrand Blier
- 2019 - Inséparables de Varante Soudjian
- 2019 - Curiosa de Lou Jeunet
- 2019 - Les Éblouis de Sarah Suco
- 2019 - Rendez-vous chez les Malawas de James Huth
- 2019 - Beaux-parents d'Hector Cabello Reyes
- 2019 - Le Lion de Ludovic Colbeau-Justin
- 2019 - Illusions perdues de Xavier Giannoli
- 2019 - Le Sens de la famille de Jean-Patrick Benes

#### Années 2020
- 2020 - Mon cousin de Jan Kounen
- 2020 - 10 jours sans maman de Ludovic Bernard
- 2020 - T'as pécho ? d'Adeline Picault
- 2020 - Hommes au bord de la crise de nerfs d'Audrey Dana
- 2021 - Mystère à Saint-Tropez de Nicolas Benamou
- 2021 - Eiffel de Martin Bourboulon
- 2021 - Bac Nord de Cédric Jimenez
- 2021 - Adieu Monsieur Haffman de Fred Cavayé
- 2021 - Les secrets du chêne de Michel Seydoux et Laurent Charbonnier
- 2021 - Irréductible de Jérôme Commandeur
- 2021 - Couleurs de l’incendie de Clovis Cornillac
- 2021 - Icare de Carlo Vogele
- 2021 - À l'ombre des filles d'Étienne Comar
- 2021 - L’enfant caché de Nicolas Steil
- 2021 - Les Tuche 4 d'Olivier Baroux
- 2021 - En passant pécho de Julien Royal
- 2021 - Mandibules de Quentin Dupieux
- 2021 - Les Jeunes Amants de Carine Tardieu
- 2021 - Ma langue au chat de Cécile Telerman
- 2021 - Loin du périph de Louis Leterrier
- 2021 - Les Gagnants de Laurent Junca et Azedine Bendjilali
- 2021 - Les Goûts et les Couleurs de Michel Leclerc
- 2021 - La Dégustation d'Ivan Calbérac
- 2021 - Menteur d'Olivier Baroux
- 2021 - L'école est à nous de Alexandre Castagnetti
- 2021 - Tout pour Lisa de Yann Samuell
- 2021 - Les particules élémentaires d'Antoine Garceau
- 2022 - Novembre de Cédric Jimenez
- 2022 - Neneh Superstar de Ramzi Ben Sliman
- 2024 : Monsieur Aznavour de Grand Corps Malade et Mehdi Idir

### Téléfilms

#### Années 2010
- 2011 - V comme Vian de Philippe Le Guay
- 2011 - Une vie française de Jean-Pierre Sinapi
- 2011 - La Bonté des femmes de Marc Dugain et Yves Angelo
- 2012 - Le Fil d'Ariane de Marion Laine

#### Années 2020
- 2021 - Les héritières de Nolwenn Lemesle

### Séries télévisées

#### Années 2010
- 2012 - 2014 - Kaboul Kitchen (saisons 1, 2 et 3) de Jean-Patrick Benes et Allan Mauduit
- 2013 - Maison close (épisode 2.1) de Mabrouk El Mechri
- 2015 - 2020 - Dix pour cent de Cédric Klapisch, Laurent Tirard, Antoine Garceau et Jeanne Herry
- 2015 - 2016 - Chefs (9 épisodes) d'Arnaud Malherbe
- 2016 - Trepalium (4 épisodes) de Vincent Lannoo
- 2016 - 2020 Baron noir de Ziad Doueiri et Antoine Chevrollier
- 2017 - Kim Kong  (2 épisodes) de Stephen Cafiero
- 2018 - Fiertés (1 épisode) de Philippe Faucon
- 2019 - Faites des gosses de Philippe Lefebvre
- 2019 - Dérapages de Ziad Doueiri

#### Années 2020
- 2020 - The Eddy de Damien Chazelle et Houda Benyamina et Laïla Marrakchi et Alan Poul (en)
- 2021 - Prière d'enquêter de Laurence Katrian
- 2021 - Fais pas ci, fais pas ça de Michel Leclerc
- 2021 - Disparu à jamais de Juan Carlos Medina
- 2021 - Plan B de Christophe Campos
- 2021 - Visions d'Akim Isker
- 2021 - Esprit d'hiver de Cyril Mennegun